# Archidiocèse de Sion
L'archidiocèse titulaire de Sion (en latin, Archidioecesis Sionensis) est un siège titulaire de l'Église catholique reprenant le nom d'un ancien diocèse en Asie mineure supprimé au Moyen Âge.

## Histoire
Ancien siège épiscopal de la province romaine d'Asie dans le diocèse civil éponyme, Sion faisait partie du Patriarcat de Constantinople et était suffragant de l'archidiocèse d’Éphèse.
Quatre évêques ont été attribués à ce diocèse au cours du premier millénaire chrétien. Nestorius a pris part au concile d’Éphèse en 431, Basilio a participé au concile de Chalcédoine en 451, Giovanni était présent au concile in Trullo en 692 et Filippo était présent au deuxième concile de Nicée en 787. Le siège est encore mentionné dans la Notitia Episcopatuum au XIIIe siècle.
Recréé au XVIIe siècle sous forme de diocèse titulaire, il est élevé au rang d'archidiocèse titulaire le 12 décembre 1950 par la bulle Unius tantum du pape Pie XII. Le siège est vacant depuis le 23 septembre 1968.

## Liste des évêques grecs
- Nestorio (mentionné en 431)
- Basilio (mentionné en 451)
- Giovanni (mentionné en 692)
- Filippo (mentionné en 787)

## Liste des évêques titulaires
- Francesco Carcan (?)
- Benito Madueño y Ramos (19 décembre 1698 - 11 mai 1739)
- Dieudonné de Chaumont de Mareuil (27 mars 1765 - ?)
- Edmund Burke (4 juillet 1817 - 29 novembre 1820)
- Wilhelm Arnold Günther (de), O.Praem. (23 juin 1834 - 22 août 1843)
- Jean-Baptiste Epalle, S.M. (19 juin 1844 - 19 décembre 1845)
- Sebastijan Francović, O.F.M. (16 avril 1861 - 30 octobre 1864)
- József Durguth (hu) (25 septembre 1865 - 10 novembre 1872 )
- Luigi Martucci (21 décembre 1874 - 23 décembre 1880)
- François-Louis Fleck (13 mai 1881 - 18 août 1886)
- Jaime Cardona y Tur (11 juillet 1892 - 4 janvier 1923)
- Ramón Pérez y Rodríguez (7 janvier 1929 - 30 juin 1930)
- Francesco Pascucci (20 décembre 1936 - 22 avril 1943)
- Luis Alonso Muñoyerro (es) (12 décembre 1950 - 23 septembre 1968)